# Хайле Гебреселассие
Ха́йле Гебресела́ссие (амх. ኃይሌ ገብረ ሥላሴ, транслит. haylē gebre silassē, англ. Haile Gebrselassie; 18 апреля 1973, Асэлла, провинция Арси, Эфиопия) — эфиопский стайер и марафонец. Двукратный олимпийский чемпион и четырёхкратный чемпион мира в беге на 10 000 метров, четырёхкратный чемпион мира в закрытых помещениях на дистанциях 1500 и 3000 метров. С 1994 года установил 27 мировых рекордов на беговых дистанциях, начиная от 2000 метров и заканчивая марафоном. В настоящее время владеет мировыми рекордами в беге на 20 000 метров и часовом беге.
Признан лучшим легкоатлетом мира 1995 и 1998 годов по версии журнала Track & Field News, лучшим легкоатлетом мира по версии ИААФ 1998 года. Лауреат премий «Спортсмен года AIMS» 2006, 2007 и 2009 годов и «Самое быстрое время AIMS» 2007 и 2008 годов.

## Биография

### Детство
Хайле Гебреселассие родился 18 апреля 1973 года. Он был седьмым из десяти детей Гебреселассие Бекеле, фермера и землевладельца. Все двенадцать членов семьи жили в деревне под Асэллой в традиционном африканском тукуле — конусообразной однокомнатной хижине, построенной из глины, с соломенной крышей и стенами без окон. После смерти матери в 1979 году воспитывался отцом. До 16 лет жил в деревне. Для молодого Хайле Гебреселассие бег на высоте не менее 2000 метров над уровнем моря являлся частью повседневной жизни. На протяжении десяти лет он пробегал десять километров по пути в школу и такую же дистанцию обратно, а также вёл ослов к источнику воды за пять километров, везя обратно наполненные водой кувшины. На ферме его обязанностью было сгонять крупный рогатый скот и овец и приводить их обратно в деревню. Бегая в школу, держал учебники в левой руке, что впоследствии сказалось на его отличительной осанке во время бега: левая рука ближе расположена к туловищу, нежели правая. «Это были дополнительные тренировки на выносливость с элементами интервальных тренировок, как их сейчас называют», — позднее шутил Хайле Гебреселассие.

### Юность
В 16 лет участвовал в школьных соревнованиях на дистанции 1500 метров, где победил более опытных мальчиков старшего возраста. За победу ему подарили шорты и майку.
В июне 1988 года старший брат Текейи, который жил и принимал участие в марафонах в городе Аддис-Абеба, предложил юному Хайле участвовать в забеге на 15 км. Скопив 15 быр, Хайле Гебреселассие купил билет на автобус и приехал в этот самый высокогорный город в Африке. Но забег на 15 км был отменён. По настоянию брата он решился участвовать в четвёртом марафоне, проводимом в честь Абебе Бикилы, который состоялся 19 июня 1988 года. Он пробежал свой первый марафон за 2 часа 48 минут, заняв 99-е место. Хайле Гебреселассие позже вспоминал, что боль не проходила в течение недели — он не мог работать и лежал целыми днями в постели.
Отец Хайле Гебреселассие пришёл в ярость, узнав, зачем его сын ездил в Аддис-Абебу: «Как марафонский бег может принести кому-нибудь пользу? Стране нужны фермеры, доктора и учителя, а не бегуны». Но молодой стайер настоял на своём. Для того, чтобы продолжать занятия бегом, он запросил поддержку у местного полицейского клуба. Через тренера клуба Хайле Гебреселассие удалось получить стипендию в 15 долларов в месяц, что позволило ему оставить ферму. Он переехал в однокомнатную квартиру в Аддис-Абебе к своим старшим братьям Текейе и Ассефу. Став членом полицейского легкоатлетического клуба «Омедла» и получив звание лейтенанта, он начал жить жизнью профессионального бегуна. Его единственной обязанностью были ежедневные тренировки, по два раза в день, утром и днём.

### Спортивная карьера

#### 1991—1997
Всего через три месяца тренировок при полиции, тренер полицейского клуба отправил молодого стайера на национальный чемпионат по кроссу, проходивший на ипподроме «Ян Меда» в Аддис-Абебе, где он занял пятое место. Хайле Гебреселассие не знал, что голландский спортивный агент Йос Херменс наблюдал за участниками этого чемпионата с целью выявить талантливых бегунов. Kак обычно, Херменс следил за первыми двумя или тремя бегунами, но в тот день также обратил внимание на юношу, прибежавшим к финишу пятым. «У него был стиль, я это сразу заметил. Он был компактный и жидкий [как ртуть]; с широкой грудью, он бежал высоко на стопе. Я обожал его осанку. Мне это говорило об одном — о скорости». На тот момент он ещё не знал, что прошёл квалификацию на чемпионат мира по кроссу в Антверпене.
24 марта 1991 года Хайле Гебреселассие занял восьмое место в забеге юниоров на 19-м чемпионате мира по кроссу, пробежав 8420 метров за 24.23. 21 марта 1992 года занял второе место в забеге юниоров на 20-м чемпионате мира по кроссу в Бостоне, пробежав 8000 метров за 23.35. Международное признание получает на 4-м чемпионате мира среди юниоров в Сеуле, одержав победу на дистанциях 10 000 метров (28.03,99) и 5000 метров (13.36,06).
В 1993 году становится двукратным призёром чемпионата Африки. На этом чемпионате он занял второе место в беге на 5000 метров и третье место на дистанции 10 000 метров. В этом же году становится чемпионом мира на дистанции 10 000 метров, обыграв действующего чемпиона мира Мозеса Тануи. За победу на чемпионате Хайле Гебреселассие был награждён автомобилем марки Mercedes-Benz. В 1994 году занимает 3-е место в индивидуальном и командном первенстве на чемпионате мира по кроссу в Будапеште. В этом же году устанавливает первый мировой рекорд в своей карьере. Пробежав 5000 метров за 12.56,96, он побил рекорд девятилетней давности, установленный марокканцем Саидом Ауитой.
1995 год Хайле Гебреселассие начинает с 4-го места на 24-м чемпионате мира по кроссу, где победу одерживает его будущий конкурент кенийский стайер Пол Тергат. Летом этого же года на Мемориале Фанни Бланкерс-Кун он впервые устанавливает мировой рекорд на 10 000 метров, показав результат 26.43,53, и становится чемпионом мира 1995 года в Гётеборге. Спустя неделю после победы на чемпионате мира, на Гран-при Цюриха он превосходит мировой рекорд Мозеса Киптануи на дистанции 5000 метров, показав результат 12.44,39. Спортивный сезон 1995 года завершил победой в финале Гран-при ИААФ в беге на 3000 метров.
Олимпийский 1996 год начался для него с 5-го места на чемпионате мира по кроссу. 29 июля в финале Олимпийских игр в Атланте в беге на 10 000 метров завоевал своё первое олимпийское золото. Хайле Гебреселассие вырвал победу на последних метрах дистанции у кенийского стайера Пола Тергата, опередив его на 0,83 с. Показав результат 27.07,34, он установил новый олимпийский рекорд.
В 1997 году он стал чемпионом мира в помещении на 3000 метров с результатом 7.34,71 и также стал чемпионом мира на открытом воздухе в Афинах в беге на 10 000 метров. 13 августа в третий раз установил мировой рекорд на 5000 метров, который простоял всего 8 дней: 22 августа в Брюсселе он был превзойдён кенийским бегуном Даниэлем Коменом.

#### 1998—2001

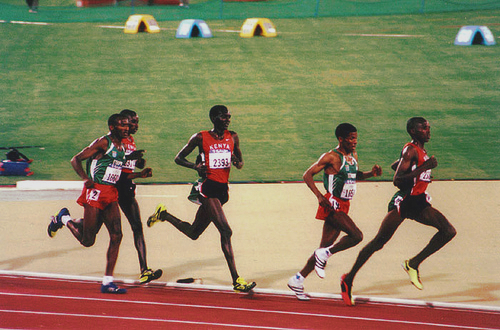
Финал Олимпийских игр в Сиднее на 10 000 метров (Хайле — второй справа)

5 сентября 1998 года стал победителем московского финала Гран-при ИААФ в беге на 3000 метров. Таким образом, он разделил джекпот золотой лиги в 1 миллион долларов США с Хишамом Эль-Герружем и Марион Джонс, которые также стали победителями Гран-при. За период с 1 по 13 июня 1998 года он установил два мировых рекорда на двух классических стайерских дистанциях: 5000 метров (12.39,36) и 10 000 метров (26.22,75). Оба рекорда простоят шесть лет и будут побиты только в 2004 году, когда на беговой дорожке появится его молодой соотечественник Кенениса Бекеле. С 1994 по 1998 годы Хайле Гебреселассие выдерживает конкуренцию со стороны кенийских и марокканских стайеров.
Во время спортивного сезона 1999 года он завоевал три золотые медали на чемпионатах мира, победив на 1500 и 3000 метров в Маэбаси и 10 000 метров в Севилье. В июне установил личные рекорды на 1500 метров и 1 миле.
На своих вторых Олимпийских играх, в Сиднее, он вновь побежал дистанцию 10 000 метров. Как и четыре года назад в Атланте, главным конкурентом был кениец Пол Тергат. На протяжении всего забега Хайле Гебреселассие держался в лидирующей группе. На отметке 9800 метров Тергат вышел на первое место и предпринял попытку оторваться от конкурентов. Эфиоп поддержал его темп и продолжил борьбу на втором месте. В результате финишного спурта он вырвал победу на последних метрах дистанции и вновь оставил кенийского стайера с серебряной медалью. В Сиднее ему удалось опередить серебряного призёра всего на 0,09 секунды. Также он стал третьим в истории легкоатлетом, после Эмиля Затопека и Лассе Вирена, которому удалось выиграть 10 000 метров на двух олимпийских играх подряд. После Игр в Сиднее он впервые вышел на старт только в августе 2001 года на чемпионате мира в Эдмонтоне, где занял третье место на 10 000 метров. Пропустил зимний сезон из-за травмы ахиллова сухожилия. В октябре впервые в своей карьере принимает участие в беге по шоссе, выиграв чемпионат мира по полумарафону в Бристоле со временем 1:00.03. Помогает организовать в родной Аддис-Абебе пробег серии Great Run — 10-километровый Большой эфиопский забег (англ. Great Ethiopian Run). 26 ноября 2001 года становится его первым победителем.

#### 2002—2004

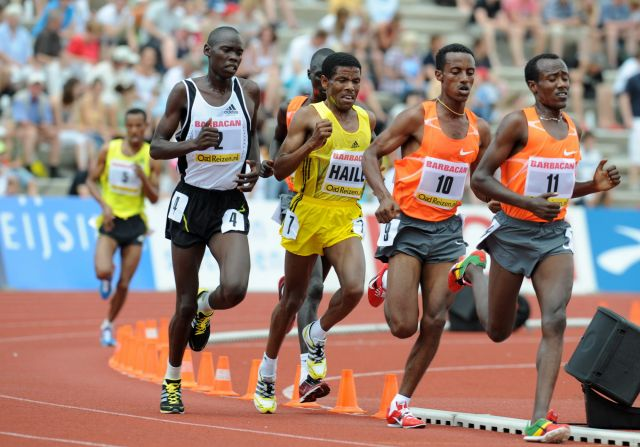
Хайле Гебреселассие (в жёлтой форме) во время часового бега на мемориале Фанни Бланкерс-Кун 2009

Для Хайле Гебреселассие 2002 год стал годом начала нового этапа спортивной карьеры. В марте он выиграл Лиссабонский полумарафон. 14 апреля дебютировал на марафонской дистанции, приняв участие в Лондонском марафоне, в котором занял третье место с результатом 2:06.35. Победителем же этого забега стал действующий тогда рекордсмен мира Халид Ханнуши, который и в этот раз установил новый мировой рекорд, показав результат 2:05.38; всего 10 секунд ему проиграл Пол Тергат, постоянный конкурент Хайле Гебреселассие на беговой дорожке. В конце года стал победителем 10-километровых пробегов в Дубае и Дохе.
На следующий год он принял участие в чемпионате мира в закрытых помещениях в Бирмингеме, где одержал победу на дистанции 3000 метров. Для него это было последнее золото на чемпионатах мира. Спустя 4 месяца стал серебряным призёром мирового первенства в Париже в беге на 10 000 метров. Победителем стал восходящая звезда мирового стайерского бега Кенениса Бекеле.
Накануне Олимпийских игр Хайле Гебреселассие беспокоила травма ахиллова сухожилия, обострившаяся после участия в Гран-при Лондона, где он победил на дистанции 5000 метров с результатом 12.55,51, установив также рекорд соревнований, который и поныне остаётся непревзойдённым. В Афинах у него была возможность стать трёхкратным олимпийским чемпионом на дистанции 10 000 метров, однако травма, преследовавшая его в последнее время, и возрастающая конкуренция в стайерском беге оставили его за чертой призёров Олимпиады: с результатом 27.27,70 он занял пятое место. Золото и серебро досталось его соотечественникам Кененисе Бекеле и Силешу Сихине, соответственно, а бронзу взял эритрейский стайер Зерсенай Тадесе.

#### 2005—2007

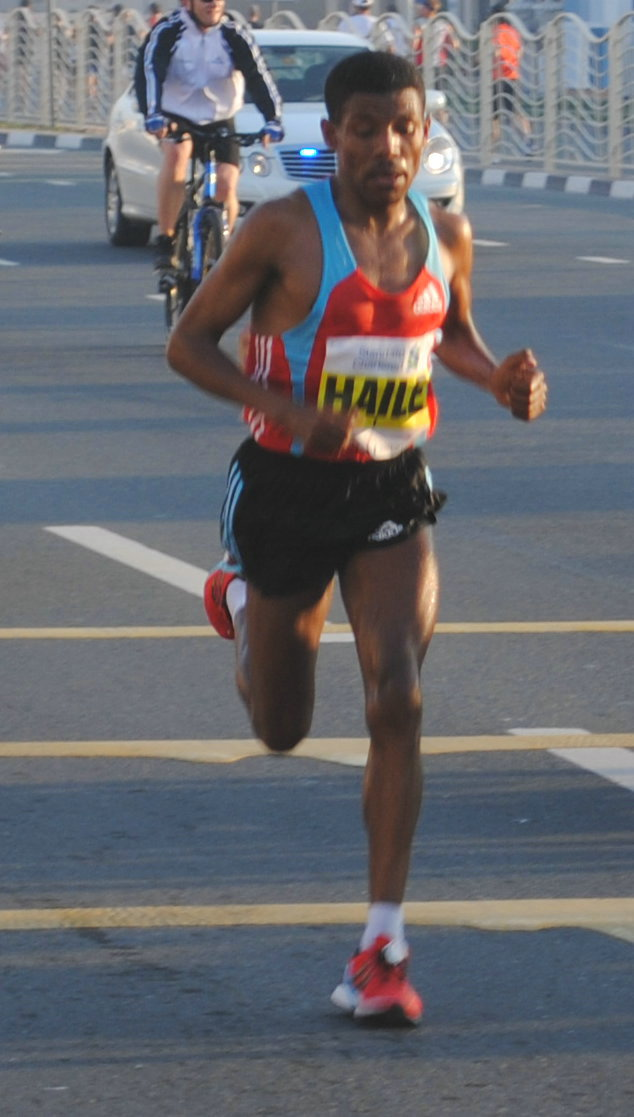
Хайле Гебреселассие на Дубайском марафоне 2010 года

После неудачного выступления на Олимпийских играх в Афинах Хайле Гебреселассие завершил карьеру по бегу на длинные дистанции на стадионе и сосредоточился на беге по шоссе. По словам Хайле Гебреселассие, он не мог оставаться первым номером в беге на длинные дистанции на стадионе. «Не хочу прекращать соревноваться на стадионах, но нужно смотреть правде в глаза: я теряю скорость. Я уже не тот, каким был пять или шесть лет назад, а если уходит скорость, то приходится переходить на более длинные дистанции — в противном случае с лёгкостью выигрывает молодёжь». В 2005 году он принял участие в различных шоссейных пробегах по всему миру и вышел победителем во всех соревнованиях, в которых участвовал. С 2005 по 2008 год он является обладателем лучшего времени сезона в марафонском беге.
15 января 2006 года установил рекорд мира во время бега на полумарафоне в Темпе (США), пробежав 20 км за 55.48. 27 июня 2007 года на Гран-при Остравы в Чехии установил сразу два мировых рекорда, пробежав 21 285 метра за час и по ходу забега — 20 000 метров за 56.26,0. Это были его последние рекорды на беговой дорожке. 5 августа 2007 года одержал победу на Нью-Йоркском полумарафоне, установив рекорд трассы — 59.24.

#### Мировые рекорды в марафоне
30 сентября 2007 года Хайле Гебреселассие одержал победу на Берлинском марафоне с результатом 2:04.26. Он превзошёл рекорд Пола Тергата, который пятью годами ранее установил мировое достижение на этой же трассе, впервые в истории выбежав из 2:05.00.
18 января 2008 года, спустя три месяца после берлинского триумфа, он принимает участие в Дубайском марафоне. Организаторы пообещали миллион долларов за установление мирового рекорда. В день соревнований погода была идеальна для марафона: почти без ветра, температура воздуха перед стартом составляла 11 °C, поднявшись всего до 14 °C через два часа. Но пейсмейкеры, задававшие темп для Хайле Гебреселассие, лишили его шансов на мировой рекорд, не выдержав быстрого темпа в ранней стадии забега. После первых 10 километров он шёл быстрее графика Берлинского марафона на 45 секунд. На половине дистанции преимущество составляло уже 61 секунду. Но после того, как на 30-м километре с дистанции сошёл последний пейсмейкер Абель Кируи, темп стал неуклонно замедляться. В одиночестве ему не удалось сохранить темп бега, и он финишировал с результатом 2:04.53, что на 27 секунд хуже мирового рекорда. Тем не менее, этот результат стал вторым в истории марафона. За победу спортсмену вручили 250 тысяч долларов призовых — самый большой выигрыш за победу в марафоне.
Пропустив Лондонский марафон 2007 года из-за астмы, Хайле Гебреселассие также отказался участвовать в марафоне на Олимпийских играх в Пекине. Сославшись на «загрязнение воздуха в Китае, которое представляет угрозу для здоровья», 35-летний эфиоп нацелился на дистанцию в 10 000 метров, на которой занял 6‑е место с результатом 27.06,68 (при этом показав третий результат сезона в беге на 10 000 м). Спустя месяц после Игр в третий раз подряд победил на Берлинском марафоне и при этом вновь установил рекорд мира — 2:03.59. В достижении такого результата ему помогли пейсмейкеры, возглавлявшие гонку до 25 километра, и кенийские марафонцы Джеймс Квамбаи и Чарльз Камати, поддерживавшие высокий темп бега на протяжении большей части дистанции, а также благоприятная погода: температура воздуха 18 °C была идеальной для проведения забега. Этот рекорд продержался до 25 сентября 2011 года, когда кениец Патрик Макау пробежал эту дистанцию с результатом 2:03.38.

#### 2009—2015

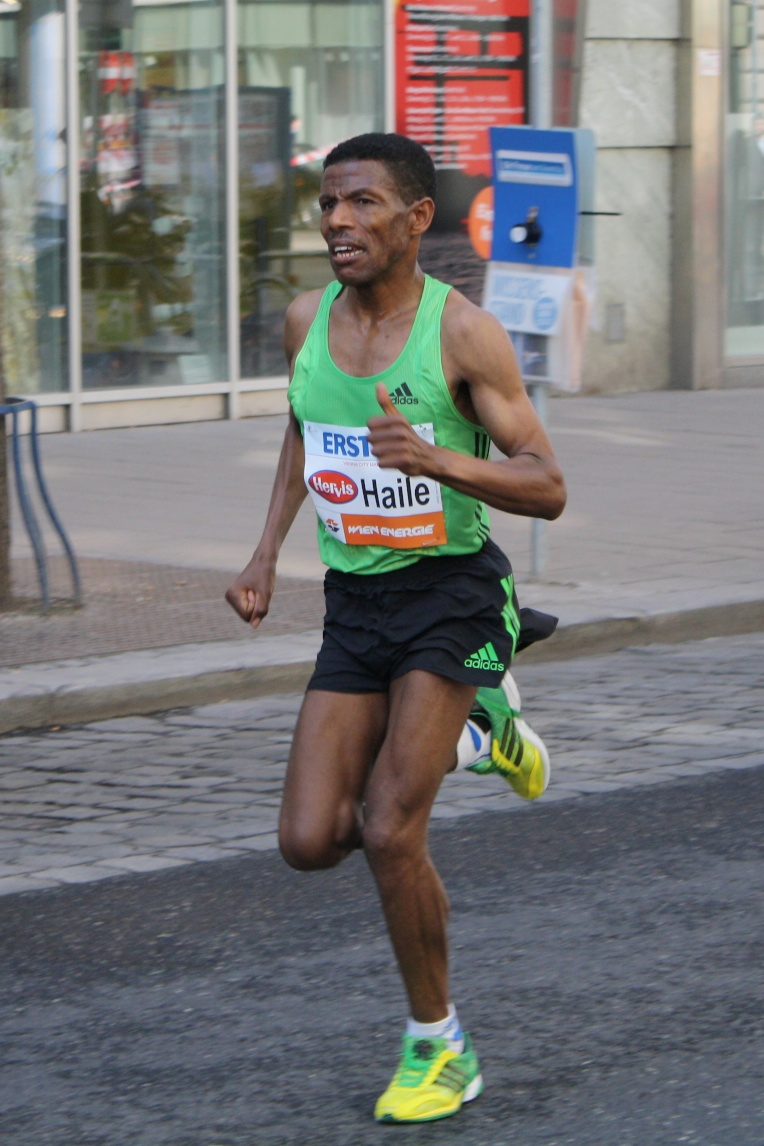
Хайле Гебреселассие на Венском марафоне

В 2009 году он вновь участвует в Дубайском марафоне. Несмотря на проливные дожди в заключительной стадии пробега, он с лёгкостью побеждает с результатом 2:05.29, обогнав более чем на две минуты своего соотечественника Едае Чимса, занявшего второе место. Хайле Гебреселассие не хватило 90 секунд, чтобы выиграть приз в миллион долларов и побить действующий на тот момент мировой рекорд, который он установил на Берлинском марафоне в 2008 году. Будучи оптимистом, он не стал падать духом из-за того, что большинство посчитали бы поражением. «Я очень доволен своим выступлением», сказал он на пресс-конференции, «это моё лучшее время для такой погоды».
20 сентября 2009 года принял участие в Берлинском марафоне. Вместе с кенийским марафонцем Дунканом Кибетом был одним из фаворитов забега. С самого начала марафон возглавили семь пейсмейкеров, которые поддерживали высокий темп бега для Хайле Гебреселассие. Лидирующая группа показала на отметке 10 км результат 29.15, а на отметке 15 км — 43.58. Половину дистанции марафонцы преодолели за 1:01.44 — это означало, что в случае поддержания данного темпа результат будет в районе 2:03.30, что выше мирового рекорда. Бег в таком темпе продолжался до 32-го километра, пока с дистанции не сошёл последний пейсмейкер Самюэль Косгеи. Оставшись в одиночестве, Хайле Гебреселассие не смог поддерживать темп бега на уровне 2.55—2.56 минут на километр, который был необходим для достижения мирового рекорда. Не лучшим образом на состояние эфиопа повлияла погода: на заключительных километрах марафона воздух прогрелся выше 20 °C. В таких условиях он пробегал каждый километр медленнее трёх минут, а 40-й километр дистанции был пройден за 3.19 минут — это был самый худший результат на километре во время марафона в карьере Хайле Гебреселассие. Несмотря на все трудности, он выиграл марафон с результатом 2:06.08, хотя ему и не удалось в третий раз подряд установить мировой рекорд. За победу он был награждён денежным призом в размере 50 000 евро и бонусом в размере 30 000 евро за то, что показал результат быстрее 2:06.30.
7 ноября 2010 года он объявил о завершении спортивной карьеры. 37-летний эфиоп сделал это заявление после Нью-Йоркского марафона, на котором он сошёл на 16-м километре из-за травмы колена. Однако спустя три недели заявил, что решение о завершении было вызвано критикой в прессе, а не его личным желанием, и что хочет продолжить выступать и попытаться отобраться на Олимпийские игры 2012 года. Первая попытка получилась неудачной: 25 сентября 2011 года на Берлинском марафоне Хайле Гебреселассие не смог поддержать высокий темп бега, заданный Патриком Макау. После 27 км Хайле сошёл с дистанции, но, передохнув, вернулся на трассу и только после 35 км сошёл с пробега окончательно. Как скажет его агент Йос Херменс, причиной неудачи стали проблемы с дыханием из-за астмы.
23 октября 2011 года победил в полумарафоне Большого бирмингемского забега с результатом 1:01.29. После пробега Хайле Гебреселассие сказал: «…эта победа поможет мне в подготовке к Олимпийским играм в следующем году, но, конечно, я ещё должен выполнить квалификационный норматив. Это означает, чтобы получить одно из трёх мест в эфиопской команде, я должен бежать в районе 2:05». С этой целью он рассчитывал пройти квалификацию в феврале 2012 года на Токийском марафоне. Однако он занял только 4-е место с результатом 2:08.17. Несмотря на то, что норматив на попадание в Лондон был выполнен, шансов попасть в команду у Хайле практически не было. Ведь в 2012 году уже 18 бегунов показали лучшее, чем у Хайле, время.
В апреле участвовал в дуэли с Полой Рэдклифф на так называемом «Чемпионском забеге», полумарафоне-гандикапе в Вене (англ. Vienna City Marathon Champions Race), забеге-спутнике основного марафона. Пола Рэдклифф стартовала с форой в 7.52, но Хайле уверенно победил со временем 1:00.52.
20 мая 2012 г. победил в Большом манчестерском забеге (10 км), показав лучшее время сезона — 27.39. 27 мая участвовал в старте на 10 000 м на Мемориале Фанни Бланкерс-Кун (Хенгело, Нидерланды). Интерес к этому старту подогревался как заявлением Хайле, что забег в Хенгело 27 мая будет его последним забегом на этой стадионной дистанции, так и решением Эфиопии именно на этом старте провести последний отбор на Олимпиаду на 10 000 м. Хайле, однако, не смог поддержать рывок стайеров на последнем круге, и на финише был седьмым с результатом 27:20.39. Таким образом, Хайле потерял шансы на участие в лондонской Олимпиаде.
2 декабря 2012 года вышел на старт Фукуокского марафона, в котором сошёл с дистанции на 32-м километре. 26 мая 2013 года занял 3-е место на пробеге Great Manchester Run с результатом 28.00.
20 октября 2013 года прошёл марафон Хайле Гебреселассие, одним из основателей которого он является. 17 февраля 2014 года стало известно, что Гебреселассие выступит 13 апреля на Лондонском марафоне в качестве пейсмейкера. 5 октября он выступил на полумарафоне Great Scottish Run, однако после пяти километров дистанции он был вынужден прекратить бег в связи с приступом астмы. 12 декабря в рамках Сингапурского марафона занял 3-е место на 10-километровом пробеге с результатом 30.00.
10 мая 2015 года, за несколько часов до участия в пробеге Great Manchester Run, Гебреселассие сообщил, что это соревнование станет последним в его спортивной карьере. В итоге он финишировал на 16-м месте с результатом 30.05.

## Награды
- В 1998 году был признан африканским спортсменом года по версии Би-би-си[69].
- 22 апреля 2005 года стал почётным доктором права Ирландского национального университета за спортивные достижения, благотворительную деятельность и вклад в развитие Африки[42].
- 8 мая 2008 года стал почётным доктором спортивных наук Городского университета Лидса[70].
- 27 мая 2008 года стал обладателем награды Спортивной академии Франции[фр.][71].
- С 1999 года является послом доброй воли Организации Объединённых Наций по Программе развития ООН[72].
- 2 сентября 2011 года за выдающиеся достижения в спорте получил Премию принца Астурийского[73].

## Личная жизнь
В настоящее время (2013) спортсмен проживает в Аддис-Абебе вместе с женой Алем, дочерьми Эден, Мелат, Бати и сыном Натаном. Занимается бизнесом, в частности, владеет лицензией на продажу автомобилей марки Hyundai, финансировал строительство самых высоких домов в столице. Владеет двумя частными школами, которые оснащены самым передовым оборудованием, в них учатся 1200 человек. Также владеет отделением United Parcel Service, кафе, спортзалом, самым современным кинотеатром в Аддис-Абебе, гостиницей в городе Ауаса. Один из самых богатых и известных людей Эфиопии. На бизнес-империю Хайле Гебреселассие работают от 750 до 1000 человек в Эфиопии.
В 1996 и 2011 годах лично встречался с Нельсоном Манделой. Первый раз они встретились в Кейптауне, когда Хайле Гебреселассие приехал на чемпионат мира по кроссу. Позже он вспоминал: «Я встретился с ним в составе эфиопской команды. В то время я не был очень известным, так что мне только удалось пожать ему руку». Их вторая встреча произошла 11 октября 2011 года. Хайле Гебреселассие, являясь партнёром фирмы Adidas, приехал в Йоханнесбург для торжественного вручения футбольного мяча фонду Нельсона Манделы. Этот мяч использовался в финальном матче чемпионата мира по футболу 2010. В ходе визита он осмотрел архив фонда, из которого узнал, что Мандела проходил военную подготовку на той же военной базе, что и он, а также рассказал, что является майором полиции своей страны.
Пожертвовал свои золотые олимпийские медали в дар православному храму Святой Марии, расположенному на горе Энтото.
После окончания спортивной карьеры Хайле Гебреселассие хочет заняться политикой. По его словам, он будет баллотироваться на пост премьер-министра или президента Эфиопии.
На церемонии открытия Олимпийских игр 2012 года был одним из тех, кто выносил олимпийский флаг на стадион.

## Спортивные достижения

### Мировые рекорды
В таблице указаны все мировые рекорды, которые он установил на протяжении спортивной карьеры. Список включает также те рекорды, которые являются неофициальными.
| МР #  | Дисциплина                | Результат   | Место                         | Дата       |
| ----- | ------------------------- | ----------- | ----------------------------- | ---------- |
| 1     | 5000 метров               | 12.56,96    | Хенгело, Нидерланды           | 1994-06-04 |
| 2     | 2 мили (3219 м)           | 8.07,46     | Керкраде, Нидерланды          | 1995-05-27 |
| 3     | 10 000 метров             | 26.43,53    | Хенгело, Нидерланды           | 1995-06-05 |
| 4     | 5000 метров               | 12.44,39    | Цюрих. Швейцария              | 1995-08-16 |
| 5     | 5000 метров (в помещении) | 13.10,98    | Цюрих, Швейцария              | 1996-01-27 |
| 6     | 3000 метров (в помещении) | 7.30,72     | Штутгарт, Германия            | 1996-02-04 |
| 7     | 5000 метров (в помещении) | 12.59,04    | Стокгольм, Швеция             | 1997-02-20 |
| 8     | 2 мили                    | 8.01,08     | Хенгело, Нидерланды           | 1997-05-31 |
| 9     | 10 000 метров             | 26.31,32    | Осло, Норвегия                | 1997-07-04 |
| 10    | 5000 метров               | 12.41,86    | Цюрих, Швейцария              | 1997-08-13 |
| 11    | 3000 метров (в помещении) | 7.26,14     | Карлсруэ, Германия            | 1998-01-25 |
| 12    | 2000 метров (в помещении) | 4.52,86     | Бирмингем, Великобритания     | 1998-02-16 |
| 13    | 10 000 метров             | 26.22,75    | Хенгело, Нидерланды           | 1998-06-01 |
| 14    | 5000 метров               | 12.39,36    | Хельсинки, Финляндия          | 1998-06-13 |
| 15    | 5000 метров (в помещении) | 12.50,38    | Бирмингем, Великобритания     | 1999-02-14 |
| 16    | 10 км по шоссе            | 27.02       | Доха, Катар                   | 2002-12-11 |
| 17    | 2 мили (в помещении)      | 8.04,69     | Бирмингем, Великобритания     | 2003-02-21 |
| 18 *  | 15 км по шоссе            | 41.22       | Тилбург, Нидерланды           | 2005-09-04 |
| 19    | 10 миль (16.093 м)        | 44.23       | Тилбург, Нидерланды           | 2005-09-04 |
| 20    | 20 км по шоссе            | 55.48       | Финикс, США                   | 2006-01-15 |
| 21    | Полумарафон (21 0975 м)   | 58.55       | Финикс, США                   | 2006-01-15 |
| 22 ** | 25 км по шоссе            | 1:11.37     | Алфен-ан-ден-Рейн, Нидерланды | 2006-03-12 |
| 23    | 20 000 метров             | 56.26,0     | Острава, Чехия                | 2007-06-27 |
| 24    | Часовой бег               | 21 км 285 м | Острава, Чехия                | 2007-06-27 |
| 25    | Марафон (42 195 м)        | 2:04.26     | Берлин, Германия              | 2007-09-30 |
| 26    | Марафон (42 195 м)        | 2:03.59     | Берлин, Германия              | 2008-09-28 |
| 27    | 30 км                     | 1:27.49     | Берлин, Германия              | 2009-09-20 |

* Неофициальный результат.

 ** Результат не ратифицирован ИААФ по причине отсутствия результата допинг-контроля на эритропоэтин, проведённого после забега.

### Результаты на крупнейших соревнованиях
| Год  | Соревнование                                | Место | Время 0(ч:м.с) |
| ---- | ------------------------------------------- | ----- | -------------- |
| 1994 | Пробег Zevenheuvelenloop (15 км)            | 1     | 0:43.00        |
| 2001 | Чемпионат мира по полумарафону (21,0975 км) | 1     | 1:00.03        |
| 2002 | Лиссабонский полумарафон (21,0975 км)       | 1     | 0:59.41        |
| 2002 | Лондонский марафон                          | 3     | 2:06.35        |
| 2005 | Большой манчестерский забег (10 км)         | 1     | 0:27.25        |
| 2005 | Пробег Zevenheuvelenloop (15 км)            | 1     | 0:41.56        |
| 2005 | Амстердамский марафон                       | 1     | 2:06.20        |
| 2006 | Лондонский марафон                          | 9     | 2:09.31        |
| 2006 | Берлинский марафон                          | 1     | 2:05.56        |
| 2006 | Фукуокский марафон                          | 1     | 2:06.52        |
| 2007 | Лондонский марафон                          | DNF   | —              |
| 2007 | Нью-Йоркский полумарафон (21,0975 км)       | 1     | 0:59.24        |
| 2007 | Монтферландский пробег (15 км)              | 1     | 0:42.36        |
| 2007 | Берлинский марафон                          | 1     | 2:04.26 WR*    |
| 2008 | Лиссабонский полумарафон (21,0975 км)       | 1     | 0:59.15        |
| 2008 | Дубайский марафон                           | 1     | 2:04.53        |
| 2008 | Берлинский марафон                          | 1     | 2:03.59 WR*    |
| 2009 | Дубайский марафон                           | 1     | 2:05.29        |
| 2009 | Большой манчестерский забег (10 км)         | 1     | 0:27.39        |
| 2009 | Берлинский марафон                          | 1     | 2:06.08        |
| 2010 | Дубайский марафон                           | 1     | 2:06.09        |
| 2010 | Большой манчестерский забег (10 км)         | 1     | 0:28.02        |
| 2010 | Нью-Йоркский марафон                        | DNF   | —              |
| 2011 | Пробег Zevenheuvelenloop (15 км)            | 1     | 0:42.44        |
| 2011 | Большой манчестерский забег (10 км)         | 1     | 0:28.10        |
| 2011 | Берлинский марафон                          | DNF   | —              |
| 2011 | Большой бирмингемский забег (21,0975 км)    | 1     | 1:01.29        |
| 2012 | Токийский марафон                           | 4     | 2:08.17        |
| 2012 | Большой манчестерский забег (10 км)         | 1     | 0:27.39        |
| 2013 | Great North Run (21,0975 км)                | 3     | 01:00.41       |

| Дата | Соревнование                 | Место | Вид           | Время            |
| ---- | ---------------------------- | ----- | ------------- | ---------------- |
| 1992 | Чемпионат мира среди юниоров | 1     | 5000 метров   | 13.36,06         |
| 1992 | Чемпионат мира среди юниоров | 1     | 10 000 метров | 28.03,99         |
| 1993 | Чемпионат Африки             | 2     | 5000 метров   | 13.10,41         |
| 1993 | Чемпионат Африки             | 3     | 10 000 метров | 27.30,17         |
| 1993 | Чемпионат мира               | 2     | 5000 метров   | 13.03,17         |
| 1993 | Чемпионат мира               | 1     | 10 000 метров | 27.46,02         |
| 1994 | Мемориал Фанни Бланкерс-Кун  | 1     | 5000 метров   | 12.56,96 WR*     |
| 1995 | Чемпионат мира               | 1     | 10 000 метров | 27.12,95         |
| 1995 | Мемориал Фанни Бланкерс-Кун  | 1     | 10 000 метров | 26.43,53 WR*     |
| 1995 | Финал Гран-при IAAF          | 1     | 3000 метров   | 7.35,90          |
| 1996 | Олимпийские игры             | 1     | 10 000 метров | 27.07,34 OR*     |
| 1997 | Чемпионат мира в помещении   | 1     | 3000 метров   | 7.34,71          |
| 1997 | Мемориал Фанни Бланкерс-Кун  | 1     | 2 мили        | 8.01,08 WR*      |
| 1997 | Чемпионат мира               | 1     | 10 000 метров | 27.24,58         |
| 1998 | Финал Гран-при IAAF          | 1     | 3000 метров   | 7.50,00          |
| 1998 | Мемориал Фанни Бланкерс-Кун  | 1     | 10 000 метров | 26.22,75 WR*     |
| 1998 | Weltklasse in Karlsruhe      | 1     | 3000 метров   | 7.26,15 WR*      |
| 1999 | Чемпионат мира в помещении   | 1     | 1500 метров   | 3.33,77          |
| 1999 | Чемпионат мира в помещении   | 1     | 3000 метров   | 7.53,57          |
| 1999 | Чемпионат мира               | 1     | 10 000 метров | 27.57,27         |
| 2000 | Олимпийские игры             | 1     | 10 000 метров | 27.18,20         |
| 2001 | Чемпионат мира               | 1     | 10 000 метров | 27.54,41         |
| 2003 | Чемпионат мира в помещении   | 1     | 3000 метров   | 7.40,97          |
| 2003 | Чемпионат мира               | 2     | 10 000 метров | 26.50,77         |
| 2004 | Олимпийские игры             | 5-е   | 10 000 метров | 27.27,70         |
| 2007 | Гран-при Остравы             | 1     | Часовой бег   | 21 285 метров WR |
| 2008 | Олимпийские игры             | 6-е   | 10 000 метров | 27.06,68         |
| 2009 | Мемориал Фанни Бланкерс-Кун  | 1     | Часовой бег   | 20 822 метра     |

1. ↑  Дистанции пробегов, если не указано иное, относятся к марафону.